# Inhibitie (neurologie, psychologie)
Inhibitie is een vorm van remming of onderdrukking. Er kunnen verschillende vormen van inhibitie worden onderscheiden:
- Remming van een zenuwcel door een andere zenuwcel. De remming hangt samen met de werking van neurotransmitters die de overdracht van een actiepotentiaal via de synaps (de verbinding tussen twee zenuwcellen) beïnvloeden. Een voorbeeld van een neurotransmitter die remmend werkt, is GABA.
- Laterale inhibitie: hierbij leidt prikkeling van een zenuwcel tot onderdrukking of inhibitie van een zenuwcel die ernaast ligt. Dit principe speelt vooral een rol in de waarneming en helpt ons twee prikkels van elkaar te onderscheiden.
- Reciproque inhibitie. De reflexmatige remming van een spiergroep  bij aanspanning van een spiergroep met tegenovergestelde werking.
- Retroactieve en proactieve inhibitie. Deze termen uit de psychologie slaan op de werking van het geheugen. Retroactieve inhibitie wil zeggen dat men moeite heeft zich een voorval te herinneren vanwege gebeurtenissen die na (later dan) het voorval hebben plaatsgevonden. Proactieve inhibitie is het omgekeerde: hier heeft men moeite om iets nieuws te onthouden, vanwege een voorval dat eerder heeft plaatsgevonden. Beide typen geheugenprocessen worden ook wel samengevat als interferentie.
- Prepulsinhibitie (PPI). Dit is de verzwakking van de schrikreactie (zoals het knipperen van de ogen) door een van tevoren aangeboden zwakke prikkel, zoals een kortdurende geluidspuls.
- Inhibition of return (IOR). Dit verschijnsel, dat door Michael Posner is ontdekt, valt onder de onwillekeurige aandacht. Het houdt in dat de snelheid waarmee wordt gereageerd op een bepaalde doelstimulus die kort na een andere stimulus (of cue) op een specifieke locatie in het perifere gezichtsveld verschijnt, afneemt als het interval tussen cue en doelstimulus langer is dan ongeveer 300 msec. Bij kortere intervallen is de reactie juist sneller. IOR duidt er mogelijk op dat terugkeer naar de oude plek wordt onderdrukt, of dat het visuele aandachtsysteem voorrang geeft aan nieuwe boven oude locaties in het gezichtsveld.[1]
- Verdringing, dat wil zeggen de onbewuste onderdrukking van gedrag of gevoelens. Dit aspect van inhibitie is verbonden met de theorie van de psychoanalyse. Het zou tot uiting kunnen komen in versprekingen, vergissingen, onrust of angst.
- De bewuste en onbewuste controle van gedrag. Dit principe speelt een belangrijke rol in het dagelijks leven. Het kan verschillende vormen aannemen, zoals het onderdrukken van afleidende prikkels, om zich beter op een specifiek aspect of gebeurtenis te kunnen concentreren (zie ook executieve controle en aandacht). Of het afremmen c.q. afbreken van een beweging. Een ander voorbeeld is zelfbeheersing: de bewuste beheersing of onderdrukking van emoties of gedachten (zie ook delay discounting). Er zijn aanwijzingen dat verschillende gebieden in de prefrontale cortex hierbij een rol vervullen.[2]. Zo zouden de rechter gyrus frontalis inferior en gyrus frontalis medius vooral een rol spelen bij het remmen van respectievelijk motoriek en geheugenprocessen.[3] De ventromediale prefrontale cortex bij het remmen van angst. De inhibitie door de prefrontale cortex kan rechtstreeks of indirect plaatsvinden, bijvoorbeeld door activatie van remmende structuren diep in de hersenen zoals de nucleus subthalamicus[4][5] Ten slotte blijkt inhibitie vanuit de prefrontale cortex ook onbewust plaats te kunnen vinden, bijvoorbeeld in stoptaken waarbij een motorische reactie  op onverwachte momenten moet worden afgebroken.[6]
- Sociale of seksuele geremdheid. Alcohol kan bijvoorbeeld deze vorm van inhibitie verminderen.

Inhibitie vormt een belangrijk element van normaal gedrag. Ongeremdheid, het onvermogen om bepaalde prikkels of drijfveren te kunnen onderdrukken, kan leiden tot onaangepast gedrag, impulsiviteit en/of concentratiestoornissen. Hierbij kunnen erfelijke factoren, maar ook bepaalde hersenbeschadigingen een rol spelen (zie ook ADD of ADHD).